# Колетт Маршан
Колетт Маршан (фр. Colette Marchand; 29 квітня 1925, Париж, Франція — 5 червня 2015, Фонтенбло, Франція) — французька балерина та кіноакторка.

## Біографія
Народилася в Парижі у 1925 році. Займалася балетом в студії Вакер у педагога Віктора Гзовського. Як солістка трупи Ролана Петі «Балет Парижа», у 1949 році танцювала на Бродвеї під час гастролей у США.
У 1952 році знялася у британському фільмі «Мулен Руж» — роль Марі Шарлетті принесла їй номінацію на премію «Оскар» і премію «Золотий глобус» у номінації Найкращий дебют актриси.
Померла у віці 90 років у своєму будинку у Буа-ле-Руа у Франції 5 червня 2015 року.